# Simeon ben Lakisch
Simeon ben Lakisch, gewöhnlich Resch Lakisch (hebr. ריש לקיש, Resch für Rabbi Schim'on) genannt, war Amoräer der zweiten Generation in Galiläa. 
Er lebte ca. 200–275, war Schwager (Mann der Schwester) Rabbi Jochanans und wie dieser in Tiberias wohnhaft, starb jedoch früher als dieser.
Nach einer babylonischen Legende sei er zunächst Räuber und Gladiator gewesen, habe sich dann dem Thorastudium zugewandt, tat Buße und wurde Schriftgelehrter.